# Coolatai, New South Wales
Coolatai là một đô thị thuộc New England, New South Wales, Úc.